# Monte Pinel
Il Monte Pinel, detto Pinèl nella parlata locale, è una montagna delle Prealpi Bresciane e Gardesane alta1.067 m.l.m. Situato tra il territorio comunale di Gargnano e quello di Valvestino, al confine della parte sud occidentale della Val Vestino, sovrasta la Valle di Fassane e il lago di Valvestino.

## Geografia fisica
Fa parte del gruppo del Tombea-Manos ed è raggiungibile comodamente dall'abitato di Bollone tramite un sentiero di circa 4 km. La sua vetta è sormontata da un cippo confinario del 1753. Geologicamente la montagna poggia su un substrato di Dolomia, con isole a formazione calcarea, mentre dal punto di vista della vegetazione la montagna è ammantata da una densissima formazione forestale che da molti decenni è stata lasciata al suo libero sviluppo, composta dalle specie più tipiche della fascia prealpina. Lungo i versanti esposti a nord, a bassa quota, e negli impluvi, prevalgono l’Acero campestre e l’Acero montano, il Frassino maggiore ed il Tiglio; man mano che ci si avvicina al crinale prevalgono invece le specie tipiche della faggeta, con Faggio, Pino silvestre e Carpino nero. Al contrario, il versante esposto a sud, più soleggiato ed arido, è rappresentato per la gran parte da boschi di Carpino nero, Orniello, Roverella, spesso in formazioni miste con Pino silvestre. Floristicamente la zona è caratterizzata dalla presenza di diverse rarità ed endemismi quali: il Giglio dorato (Hemerocallis lilio-asphodelus), la Scabiosa vestina, l’Athamantha vestina e l’Euphrasia vestinensis. Anche la fauna che popola la Valle di Vesta è ricca e differenziata. Tra la fauna maggiore si annoverano specie quali il Cervo, il Capriolo, ed il Camoscio; sono, inoltre, presenti il Gallo cedrone ed il Gallo forcello, il Francolino di monte ed il Gufo reale, nonché una coppia di Aquila reale nidificante; tra la fauna invertebrata, invece, è interessante la presenza di un piccolo coleottero troglobio, Boldoria vestae, endemico delle Valvestino e Valle Sabbia. 
La vasta foreste di piante resinose nei secoli passati ebbero una grande importanza nell'economia di Val Vestino. Difatti il pino silvestre o gli abeti furono sfruttati, nel periodo compreso tra la primavera e l'estate inoltrata, per l'estrazione dai ceppi, della pece nera e la trementina, una resina vegetale, dai fusti, che solidificata è chiamata pece bianca. Raffinata in loco presso i forni, veniva commerciata con profitto con la Repubblica di Venezia, come pece greca, impiegandola per vari usi, ma in special modo nei suoi arsenali navali per il calafataggio del naviglio e sulle sue manovre fisse e correnti (o volanti), sfruttandone l'impermeabilità all'acqua.

## Origine del nome
Secondo alcuni sarebbe un fitonimo e deriverebbe dalla parola latina "pinus" che significa pino e sarebbe un diminutivo della parola bresciana "pì". I toponimi derivati dalla pianta di pino silvestre, sono presenti in Val Vestino con il monte Pine, un'altura del monte Camiolo, Penigla e Rì de Penì a Magasa e la località Pinedo nella Valle del Droanello. Questi luoghi testimoniano l'antica pratica della resinazione e della produzione della pece poi commerciata con la Repubblica di Venezia.
Il Monte viene indicato nell'"Atlas Tyrolensis" del cartografo tirolese Peter Anich, stampato a Vienna nel 1774 come Dosso Pinello.

## Storia

### La nascita del confine tra il trentino e il bresciano. Il confine di Stato e i cippi austro-veneti
Il monte Pinel fu terra di confine da tempi immemori tra le comunità della Val Vestino e quella di Gargnano, infatti è accertato che le due terre seguirono destini diversi già a partire dal 1027, quando Corrado II il Salico, imperatore del Sacro Romano Impero e Re d'Italia,  donò la contea di Trento, quindi anche la Val Vestino,  al vescovo Udalrico II e ai suoi successori e, nel 1035, fece lo stesso donando il territorio di Gargnano, al vescovo di Brescia, Ulderico I, e ai suoi successori. 
Da allora il vescovo di Trento rivestì anche il titolo di principe del Sacro Romano Impero ed ebbe nelle sue mani il potere spirituale e quello temporale. Poco anni dopo le terre di Val Vestino furono aggregate nuovamente al Trentino insieme alla valle di Ledro, Riva del Garda, Vallagarina, le Giudicarie, Tignale e Bagolino entrando nella sfera di influenza germanica.
È presumibile che da quel periodo il monte divenisse confine. Dal 1337 al 1426 segnò la frontiera con la signoria dei Visconti, dei Malatesta (dal 1404) e con il Ducato di Milano, successivamente lo fu con la Repubblica di Venezia, quando il 21 agosto del 1752 a seguito del trattato di Rovereto, stipulato tra l'impero d'Austria e la Serenissima, ne furono determinati nuovamente i confini di Stato con la collocazione nell'anno seguente, il 1753, di numero 34 cippi di pietra calcarea e numero 5 incisioni nella roccia sui soli confini della Val Vestino. Tra questi si cominciò con il n. 9 sul monte Cingolo Rosso, il n. 16 sul monte Stino, il numero 20 sul Dosso di Comione presso l'antica dogana, il n.25 fu posto sulla sommità del monte Vesta, il n. 29 sulla Cocca di Bollone, il n. 30 sul monte Pinel, il n.32 sulla strada da Bollone a Fassane, il n. 35 nella Valle di Cadria e l'ultimo il n.43 sul mote Puria. Questi, dopo la caduta di Venezia del 1797, la parentesi napoleonica e austriaca riguardante l'occupazione della Lombardia, continueranno a determinare il confine di Stato con il Regno d'Italia dal 1859 fino al 1918 e successivamente quello comunale fino ai tempi odierni.

### La secolare contesa del monte Fassane tra il Comune di Bollone e Gargnano e la definizione dei confini tra l’Austria e la Repubblica di Venezia del 1753
Il 31 agosto del 1752, con il Trattato di Rovereto, la commissione bilaterale istituita per la verifica dei confini tra la Repubblica di Venezia e l’Impero austriaco, composta dal Commissario imperiale regio, il conte Paride di Wolkenstein, dal conte Giuseppe Ignazio de Hormaijr e dal delegato veneto Pietro Correr, sentenziava sull’annosa questione del monte Fassane conteso fra il Comune di Bollone e quello di Gargnano e inutilmente risolta nonostante le antecedenti convenzioni stipulate fra le parti in causa risalenti al 1470 e al 1723. La proprietà promiscua di questo monte, giuridicamente appartenente al territorio del Comune di Gargnano, ma da tempi immemorabili goduta regolarmente da quello di Bollone, aveva generato animose e continue liti fra i rispettivi abitanti che vi possedevano fondi agricoli. Un primo accordo stabilito nel lontano 1470, confermato nei contenuti anche nel 1723, prevedeva espressamente “che l’istessi Comune ed uomini de Bolono possino, et vagliono pascolar a loro piacere, e tagliar legnami se suo uso solamente nel medesimo in qual uso s’intenda per fabricar case, overo baite per l’istessi di Bolono solamente in detto monte come sopra e parimente siino tenuti ricever l’investitura del medesimo monte di nove anni in nove dal Comun ovver dal Sindico del Comune di Gargnano e pagare per affitto livello del monte alla festa dell’Epifania o entro la sua ottava soldi 32 di planeti”  , mentre ai Gargnanesi era concessa la piena facoltà di pascolare il bestiame, falciare i foraggi e tagliare i legnami senza nessuna limitazione di sorta. Come al solito i patti non furono rispettati e l’11 agosto del 1751 il provveditore veneto di Salò, Giovanni Valier, con una lettera informava la sopra citata commissione che da poco tempo era stata nominata dai due governi, che i Bollonesi avevano nuovamente violato gli accordi pascolando abusivamente in località Smalze 146 pecore e capre suscitando, per di più, la giusta reazione dei suoi amministrati Gargnanesi con il sequestro di tutti gli animali e la cacciata in malo modo dei ragazzi e delle donne che custodivano il suddetto gregge. Il mese successivo, il 4 settembre, il conte Giuseppe Nicolò Lodron veniva informato dai Bollonesi dell’avvenuta riconsegna, a seguito dell’interessamento del provveditore, del bestiame sequestrato previo “pagamento di 50 lire oltre 100 lire o più di spese varie qua e là per procurar la restituzione”. La reazione del conte fu durissima; a sua volta informava e richiedeva perentoriamente alla commissione “di condannare la comunità di Gargnano a rifar non solo la comunità di Bolone dagli danni avuti per lo spoglio degli animali ma anche a dichiarar la montagna entro intieramente i confini del territorio Lodroneo e della comunità di Bolone”. Alla fine si arrivò al sodo e “per allontanare adunque ogni pericolo di nuove dissensioni, fu stabilito dalla Commissione di voler levare intieramente ed estinguere la promiscuità, mediante una proporzionata divisione del monte Fassane sudetto, assegnandone a cadauno de memorati due communi la sua parte, la quale possano privatamente godere”. La parte destra, ossia a sud, toccò a Gargnano con la riconferma del diritto di proprietà sull’intero monte, quella sinistra, a nord, corrispondente all’attuale Valle di Fassane a Bollone, che a sua volta s’impegnava a pagare un canone annuo di 64 lire planet, ma con l’esonero degli affitti non pagati negl’anni precedenti. L'accordo del 1753 in sostanza arretrò il confine di Bollone dal Dosso o Pozza di Fassane alla Val Brusa con una perdita di alcuni ettari di terreno boscoso e pascolivo necessario all'economia di sussistenza di Bollone.

### Il contrabbando del 1800
Verso la fine del 1800 il Regno d'Italia cinse i confini di Stato della Val Vestino con la costruzione di ben tre Caselli di Dogana presidiati dai militi della Regia Guardia di Finanza, consistenti nella sezione di Casello di Bocca Paolone a vigilanza del traffico tra la Valle del Droanello, Gargnano, Tremosine e Tignale, il Casello di Dogana di Gargnano detto della Patoàla, il più importante, sito nella valle del torrente Toscolano, che fu edificato nel 1891 presso la mulattiera, principale collegamento tra la Valle e la Riviera del Garda, la caserma sul monte Vesta-Pallotto a presidio del controllo tra Bollone e la Valle di Vesta, Treviso Bresciano e Capovalle, e infine la sezione di Casello detto del Comione, nel comune di Capovalle, con Moerna e il monte Stino. Tutti questi presidi furono in servizio fino al 24 maggio 1915, giorno dell'occupazione della Valle da parte del Regio esercito italiano. 
Bollone come Moerna, terre prossime al confine, nel 1800 furono un crocevia strategico per il contrabbando di merci tra il territorio della Riviera di Salò e il Trentino attraverso la zona montuosa del monte Vesta e del monte Stino. Lo storico toscolanese Claudio Fossati (1838-1895) scriveva nel 1894 che il contrabbando dei valvestinesi era l'unico stimolo a violare le leggi in quanto era fomentato dalle ingiuste tariffe doganali, dai facili guadagni e dalla povertà degli abitanti. 
Donato Fossati (1870-1949) raccolse la testimonianza di Giacomo Zucchetti detto "Astrologo" di Gaino, un ex milite della Regia Guardia di Finanza, in servizio nella zona di confine tra il finire dell'Ottocento e l'inizio del Novecento, il quale affermava che "i contrabbandieri due volte la settimana in poche ore, sorpassata la montagna di Vesta allora linea di confine coll'Austria e calati a Bollone, ritornavano carichi di tabacco, di zucchero e specialmente di alcool, che rivendevano ai produttori d'acqua di cedro specialmente" della Riviera di Salò..

## Natura

### L'area wilderness della Valle di Vesta

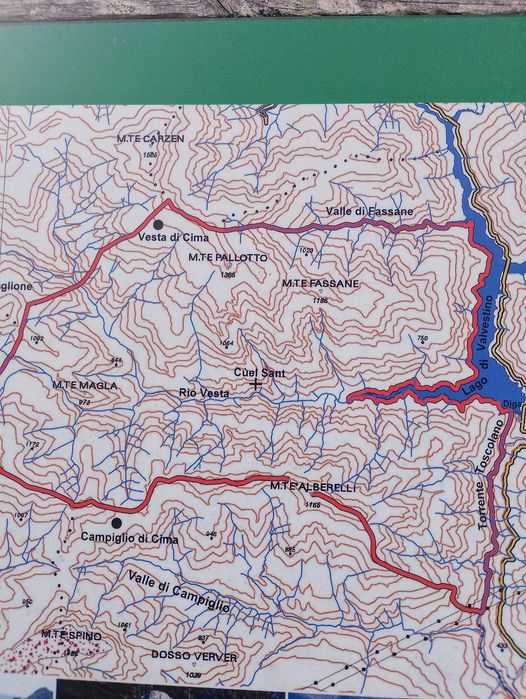
Mappa dell'area wilderness della Valle di Vesta

L'area wilderness occupa una superficie di 1525 ettari all'interno della Foresta di Lombardia "Gardesana Occidentale" e del Parco Alto Garda Bresciano, dalla quota minima di 503 m s.l.m. (lago artificiale) a quella massima di 1496 m (Monte Zingla).
Le tracce di sentiero che si inoltrano nella valle e quelle che percorrono le creste sono praticabili unicamente a piedi, e per le loro caratteristiche richiedono adeguata esperienza escursionistica e capacità di orientamento. Gli accessi principali avvengono con partenza da Campiglio di Cima, dal Dosso Corpaglione, da Molino di Bollone e da Vesta di Cima. Punti panoramici di interesse sono il Monte Zingla, il Monte Pallotto e il Monte Alberelli.
Il concetto di "wilderness": si definisce "wilderness" uno spazio autenticamente selvaggio, privo di strade e costruzioni.
È un concetto di conservazione di origine americana, attraverso il quale si intendono salvaguardare le porzioni residue di territori non antropizzati del mondo. I suoi ideatori furono alcuni uomini di scienza tra i quali Henry David Thoreau, John Muir, Aldo Leopold e Robert Marshall. In Italia questo concetto è stato introdotto dall'Associazione Italiana per la Wilderness. Thoreau, autore del celebre libro "Walden, ovvero Vita nei boschi", scrisse: "Nello stesso tempo che sinceramente desideriamo conoscere ed esplorare ogni cosa, noi chiediamo che queste siano misteriose e inesplorabili, che terra e mare siano infinitamente selvaggi, non sorvegliati né sondati da noi perché impenetrabili. Non possiamo mai avere abbastanza della natura...". La val di Vesta propone contesti di una natura autentica e severa e, per la morfologia e le caratteristiche del paesaggio, favorisce l'esperienza del concetto originario di wilderness: "La natura selvaggia è sia una condizione geografica sia uno stato d'animo". Caratteristiche dell'area: si tratta di una tra le valli prealpine più selvagge. E' percorsa da un torrente che si immette nel lago artificiale di Valvestino, gestito dall'ENEL, del quale forma un suggestivo fiordo della lunghezza di circa un chilometro e mezzo. La costruzione della diga, avvenuta nel 1962, ha determinato l'isolamento della zona. I versanti della valle sono coperti da formazioni forestali che si evolvono liberamente, e che accolgono tutte le principali specie della fascia prealpina. Particolarmente ricca è anche la componente floristica, nella quale sono comprese specie endemiche quali Scabiosa vestina, Athamantha vestina, Euphrasia vestinensis, Telekia speciosissima, Hemerocallis lilio-asphodelus. Tra gli animali presenti si citano il gambero d'acqua dolce, l'ululone dal ventre giallo, l'aquila reale, il gallo forcello, il gallo cedrone, il camoscio, il cervo e il capriolo. All'interno del Cuel Sant, il più celebre tra gli antri rocciosi della valle, è stato scoperto un piccolo coleottero endemico chiamato Boldoria vestae. Si tratta dell'unica zona in Lombardia ufficialmente riconosciuta in possesso dei requisiti di area wilderness, e anche la prima designata all'interno di un parco naturale.

### La pratica delle carbonaie
Sui pendii del monte sono presenti numerose e antiche aie carbonili simbolo di una professione ormai scomparsa da decenni. Quella della carbonaia, pojat in dialetto locale,  era una tecnica molto usata in passato in gran parte del territorio alpino, subalpino e appenninico, per trasformare la legna, preferibilmente di faggio, ma anche di abete, carpino, larice, frassino, castagno, cerro, pino e pino mugo, in carbone vegetale.  I valvestinesi erano considerati degli esperti carbonai, carbonèr così venivano chiamati, come risulta anche dagli scritti di Cesare Battisti. I primi documenti relativi a questa professione risalgono al XVII secolo, quando uomini di Val Vestino richiedevano alle autorità della Serenissima i permessi sanitari per potersi recare a Firenze e a Venezia. Essi esercitarono il loro lavoro non solo in Italia ma anche nei territori dell'ex impero austro-ungarico, in special modo in Bosnia Erzegovina, e negli Stati Uniti d'America di fine Ottocento a Syracuse-Solvay.
Nonostante questa tecnica abbia subito piccoli cambiamenti nel corso dei secoli, la carbonaia ha sempre mantenuto una forma di montagnola conica, formata da un camino centrale e altri cunicoli di sfogo laterali, usati con lo scopo di regolare il tiraggio dell'aria. Il procedimento di produzione del carbone sfrutta una combustione imperfetta del legno, che avviene in condizioni di scarsa ossigenazione per 13 o 14 giorni.
Queste piccole aie, dette localmente ajal, jal o gial,  erano disseminate nei boschi a distanze abbastanza regolari e collegate da fitte reti di sentieri. Dovevano trovarsi lontane da correnti d'aria ed essere costituite da un terreno sabbioso e permeabile. Molto spesso, visto il terreno scosceso dei boschi, erano sostenute da muri a secco in pietra e nei pressi il carbonaio vi costruiva una capanna di legno per riparo a sé e alla famiglia. In queste piazzole si ritrovano ancor oggi dei piccoli pezzi di legna ancora carbonizzata. Esse venivano ripulite accuratamente durante la preparazione del legname. 
A cottura ultimata si iniziava la fase della scarbonizzazione che richiedeva 1-2 giorni di lavoro. Per prima cosa si doveva raffreddare il carbone con numerose palate di terra. Si procedeva quindi all'estrazione spegnendo con l'acqua eventuali braci rimaste accese. La qualità del carbone ottenuto variava a seconda della bravura ed esperienza del carbonaio, ma anche dal legname usato. Il carbone di ottima qualità doveva "cantare bene", cioè fare un bel rumore. Infine il carbone, quando era ben raffreddato, veniva insaccato e trasportato dai mulattieri verso la Riviera del Garda per essere venduto ai committenti. Di questo carbone si faceva uso sia domestico che industriale e la pratica cadde in disuso in Valle poco dopo la seconda guerra mondiale soppiantato dall'uso dell'energia elettrica, del gasolio e suoi derivati.

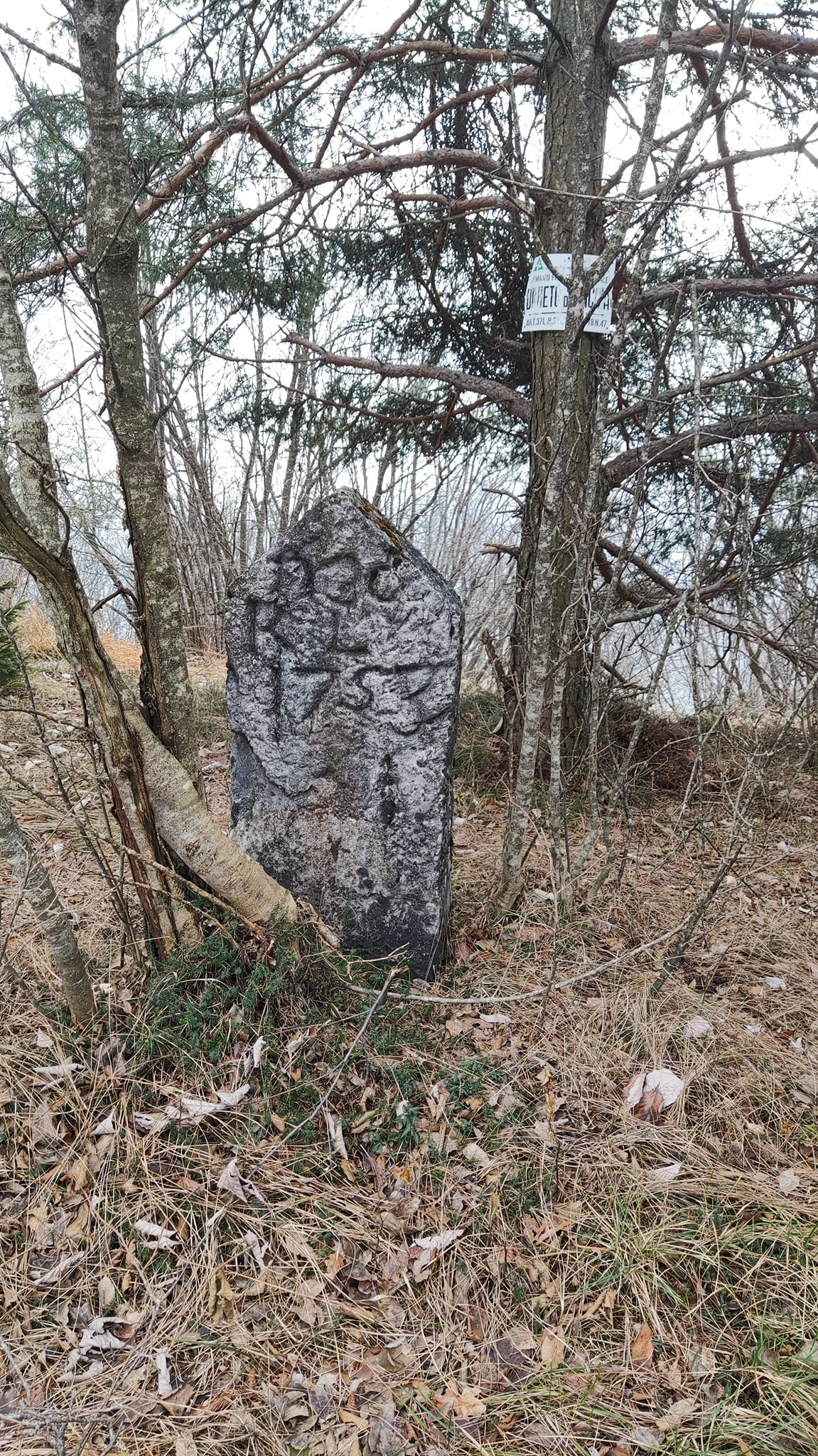
Cippo confinario del 1753 posto sulla vetta del monte

### La resinazione
L’estrazione della resina delle conifere, fu un'attività fiorente nella Val Vestino del 1700, quando proprio di qui passava sulle creste del monte Stino e del monte Vesta, nel fondovalle del torrente Toscolano e del torrente Droanello l’antico confine tra la l'Impero d'Austria e la Repubblica di Venezia. La Val Vestino  era in quei tempi una discreta produttrice di trementina, detta "di Venezia" o "Tia de rasa" in loco, che scaldata in una caldaia di rame, distillata e messa in botti dai piciari, era la fonte di un redditizio commercio con la vicina Repubblica Veneta, che impiegava il derivato della resina in molteplici usi, nella medicina, come lubrificante dei violini, nella formazione di mastici per sigillare le botti, in ambito militare per saldare le punte sulle frecce o distillare oli o altro ancora. Sembra quindi certa l’ipotesi dell’origine dei toponimi del nome monte Pinèl, monte Pine, località Pinedo, Borgo Fornèl a Magasa, di attribuirla all'attività estrattiva e alla presenza di un impianto per la raffinazione non solo della resina, pece bianca così detta quando essiccata, ma anche alla distillazione secca del legno per la produzione di pece navale, detta pece nera o greca, che si estraeva dai ceppi delle conifere e veniva usata proprio per calafatare le navi dell'arsenale marittimo veneto o come materiale incendiario. L'ottenimento della pece nera prevedeva la tecnica dell'allestimento dei "Forni", o caldaie interrate e sigillate con l'argilla e con un pertugio sul fondo; sovrastate da modeste cataste di legname come quelle costruite per la produzione del carbone alle quali veniva appiccato il fuoco. In essi si cuoceva il legno di pini tagliato in assicelle assieme ad altre sostanze resinose fino all'estrazione di un pergolato, la pece, che tramite una canaletta di legno veniva raccolta in stampi di legno, si faceva raffreddare e poi si commerciava.

## Galleria d'immagini

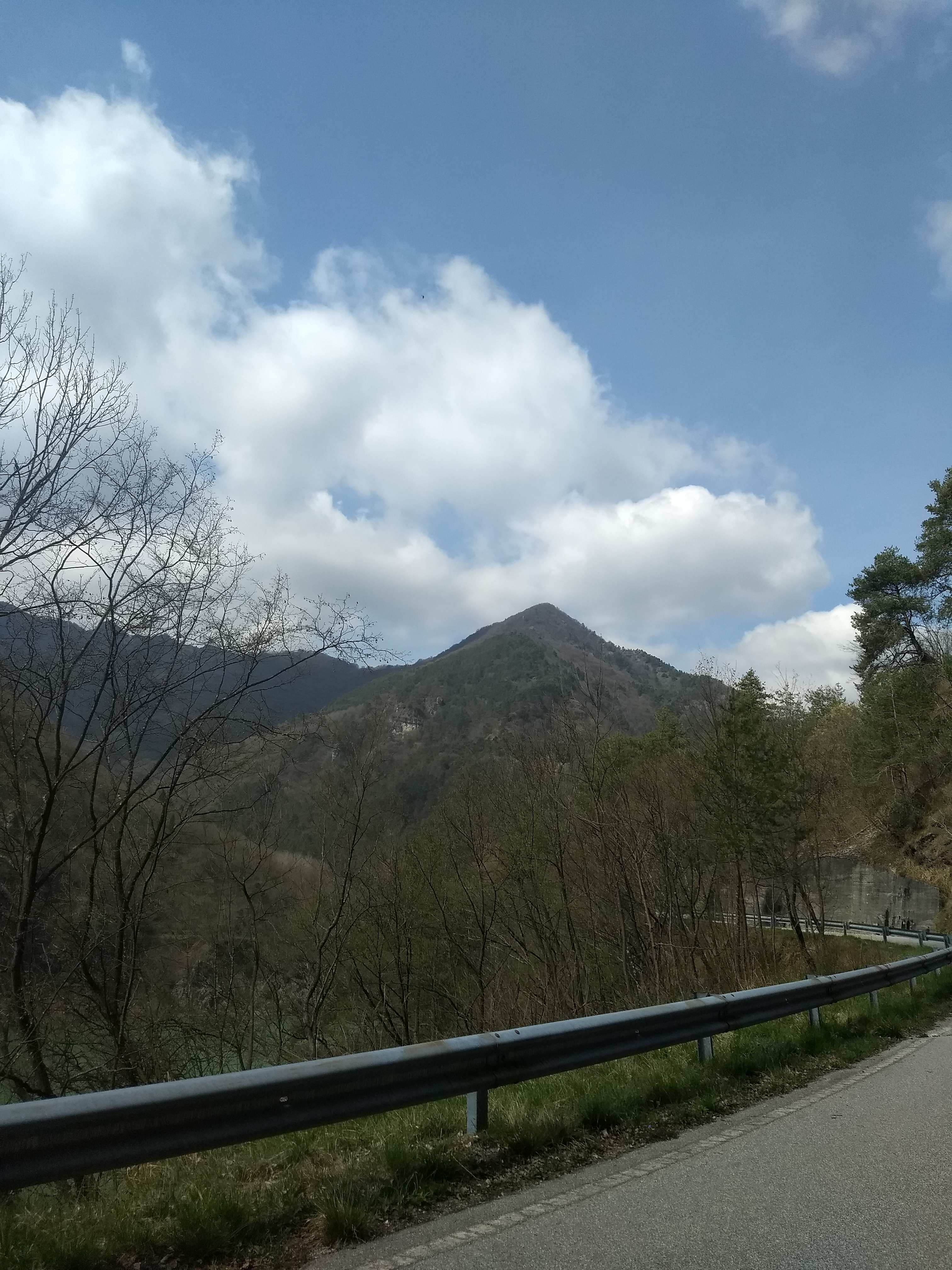
Monte Pinel
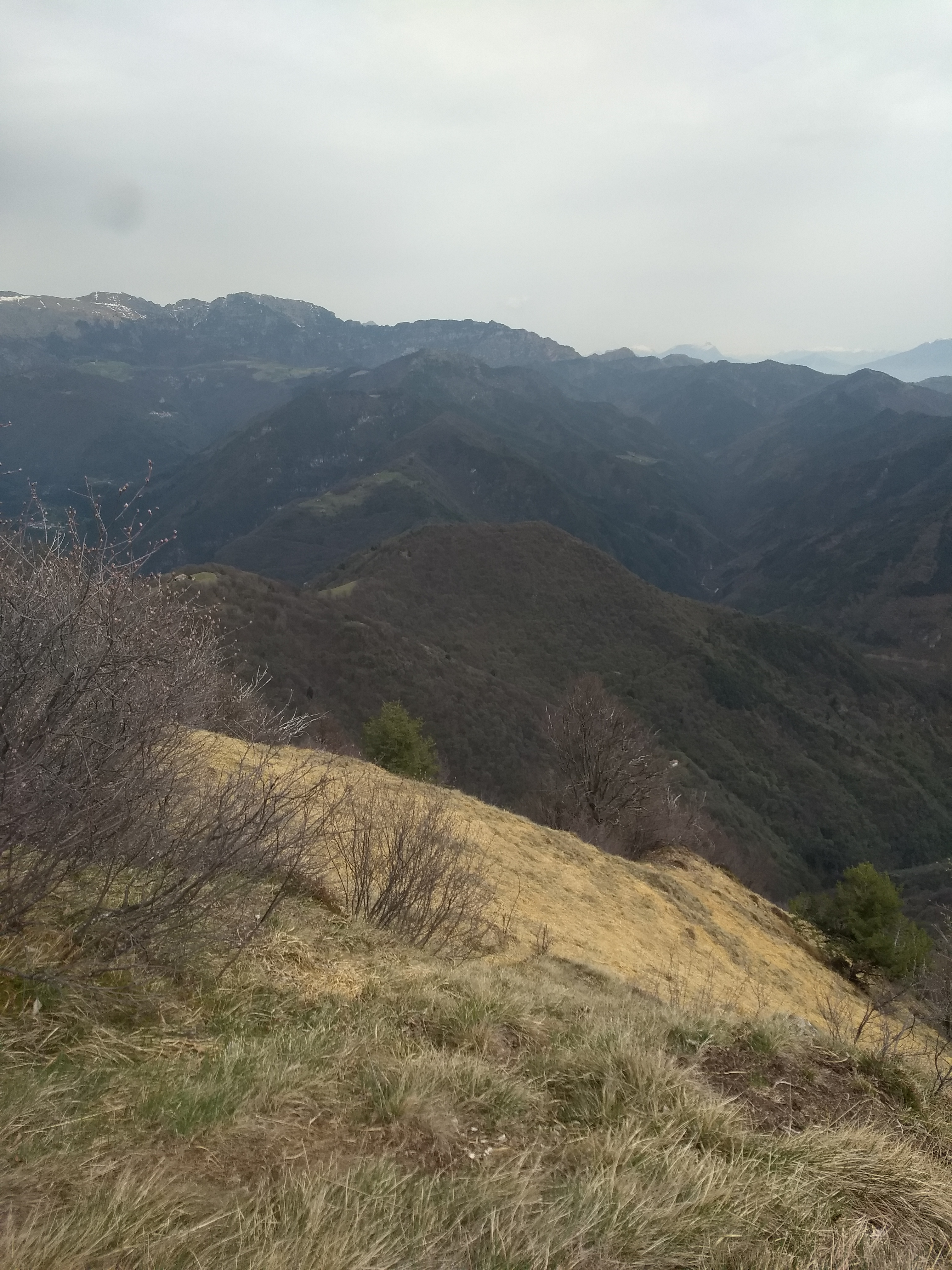
Il monte Pinel e il suo versante sud ripreso dal monte Pallotto
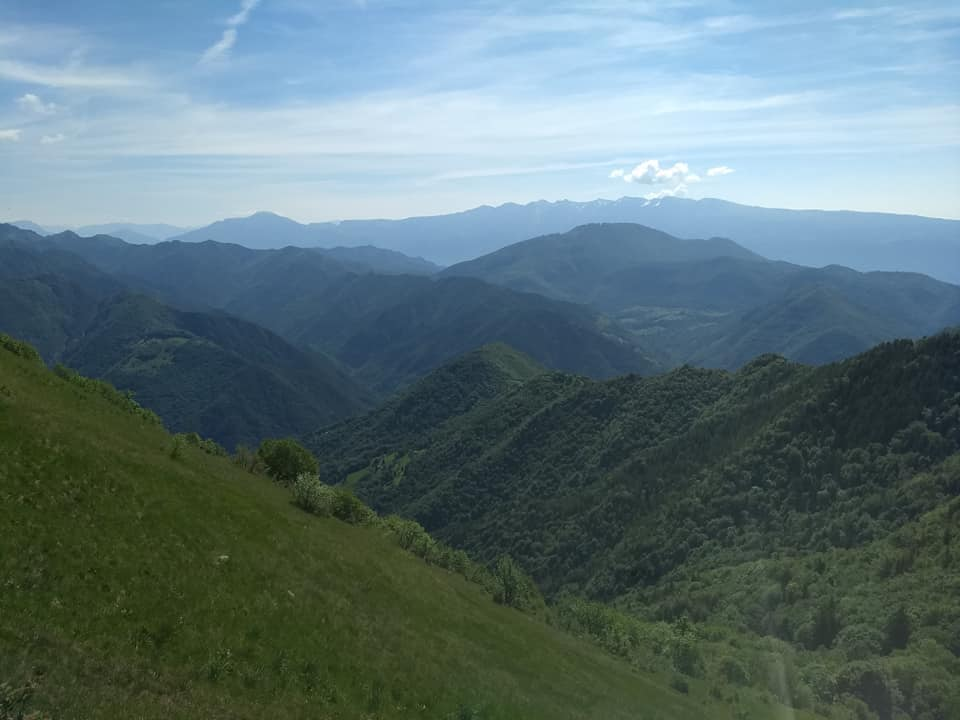
La lunga cresta che collega Cima di Vesta al sottostante monte Pinel e che fu linea di confine di Stato
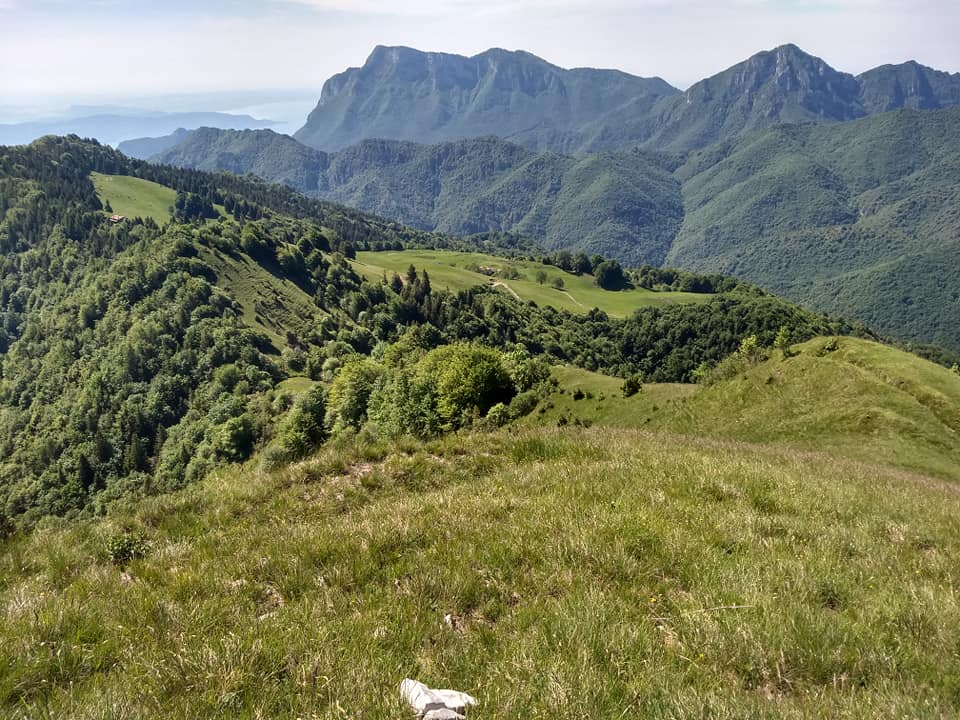
Vesta di Cima con il monte Vesta e la casermetta della Regia Guardia di Finanza e il monte Pallotto
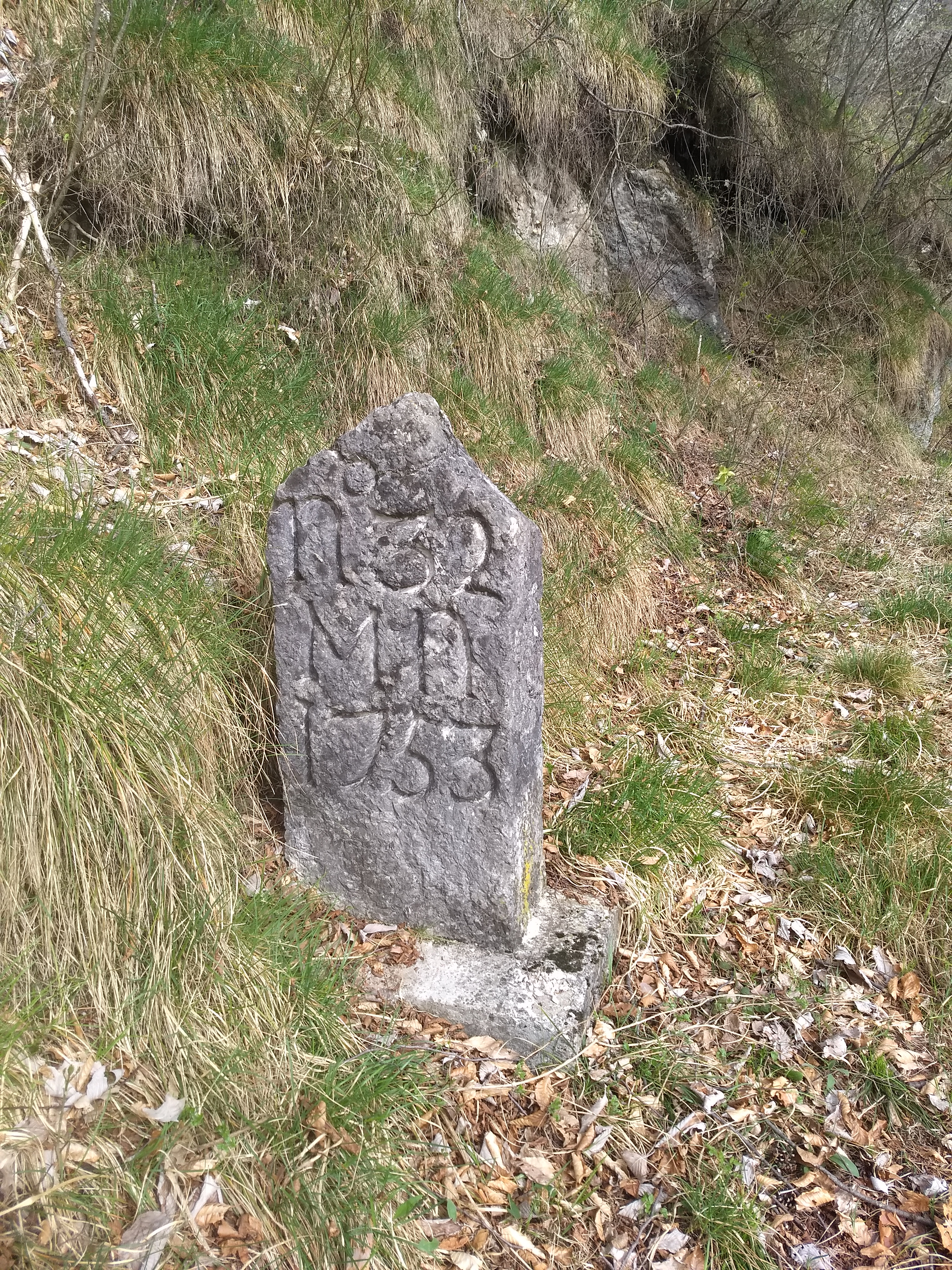
Cippo confinario n.32 del 1753 nella Valle Barusa sulla strada per la Valle di Fassane
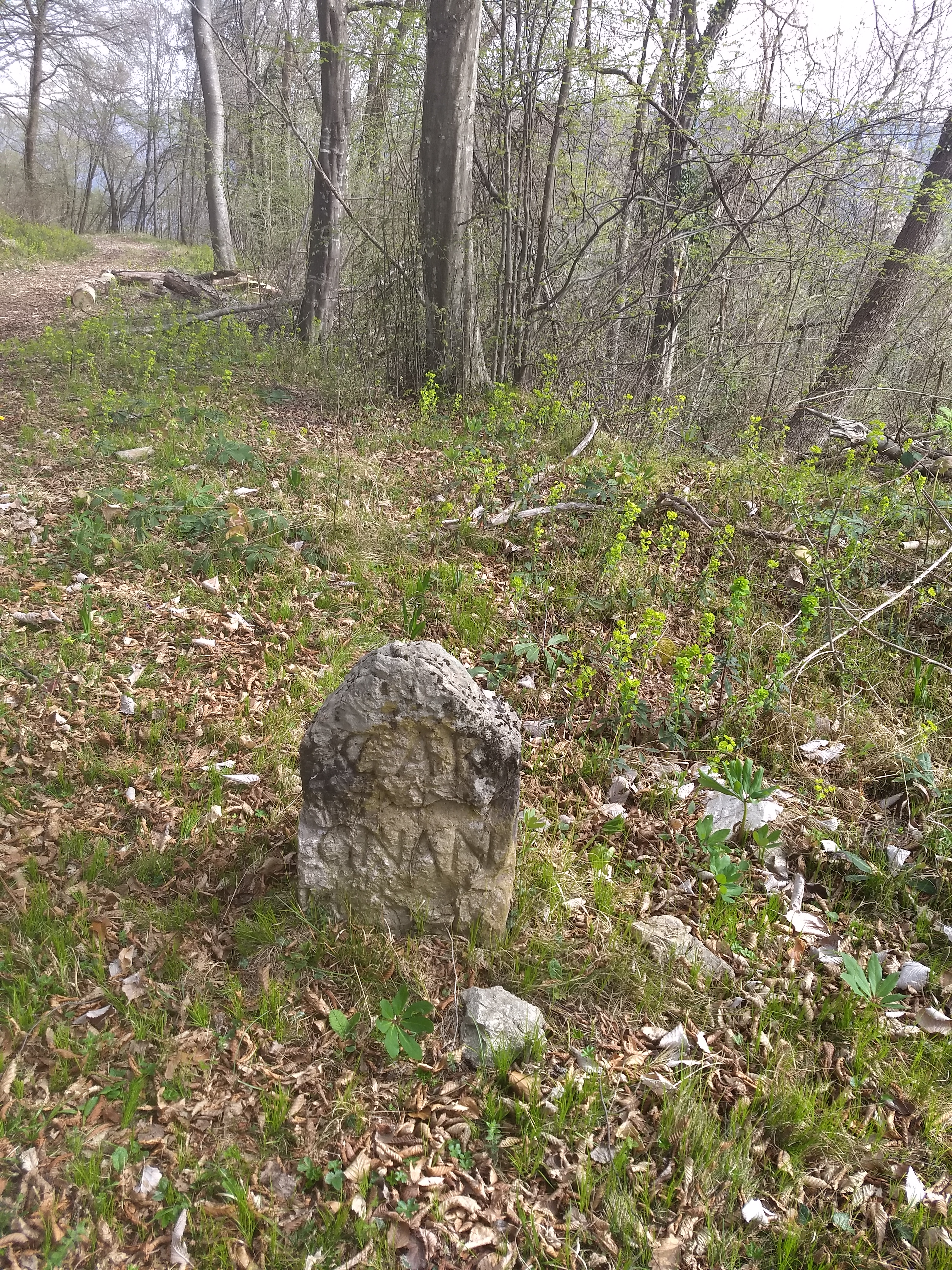
Cippo confinario comunale tra Gargnano e Bollone ante accordi del 1723 sul Dosso di Fassane
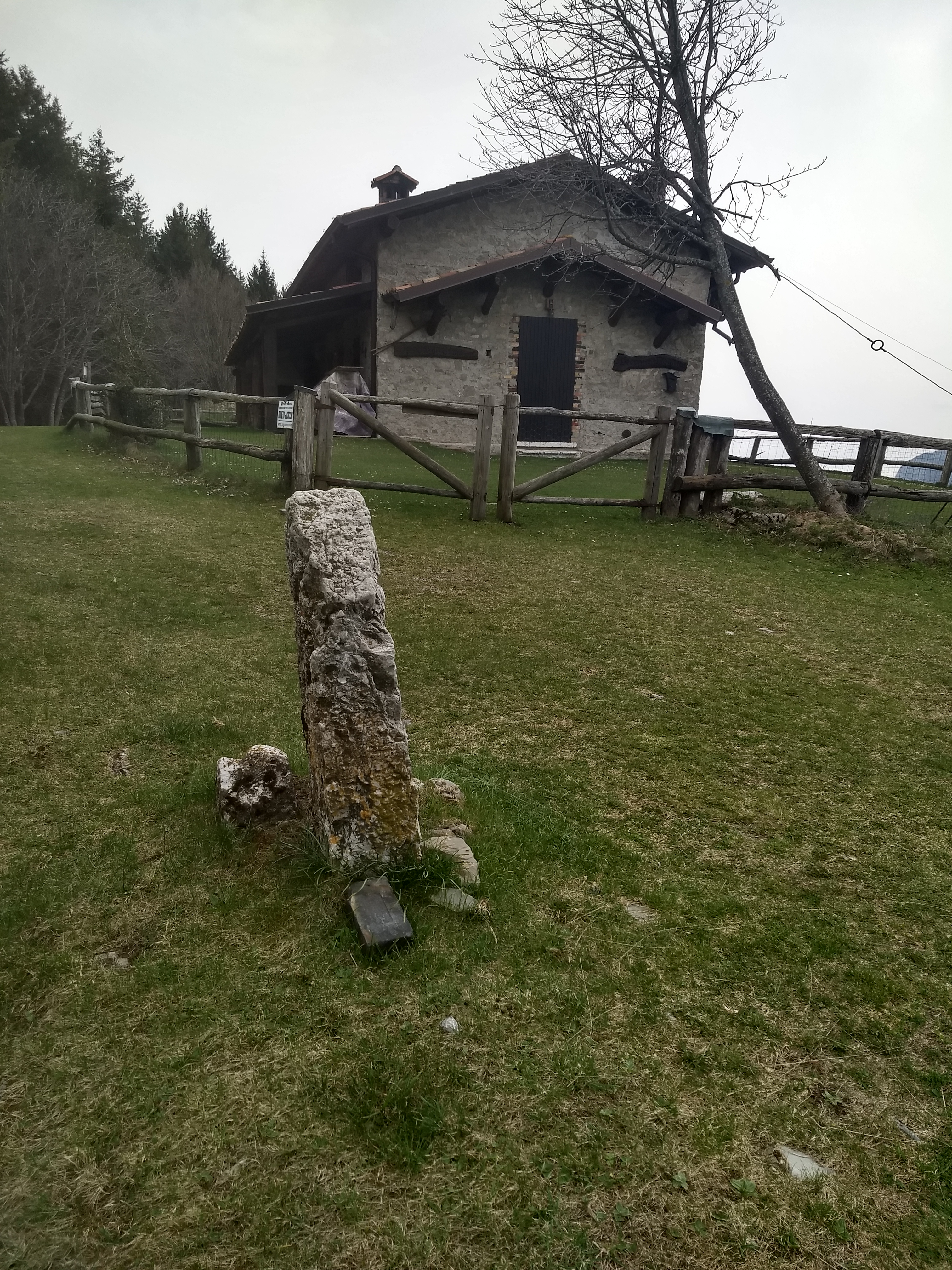
Cippo confinario del 1753 n.26 a Vesta di Cima
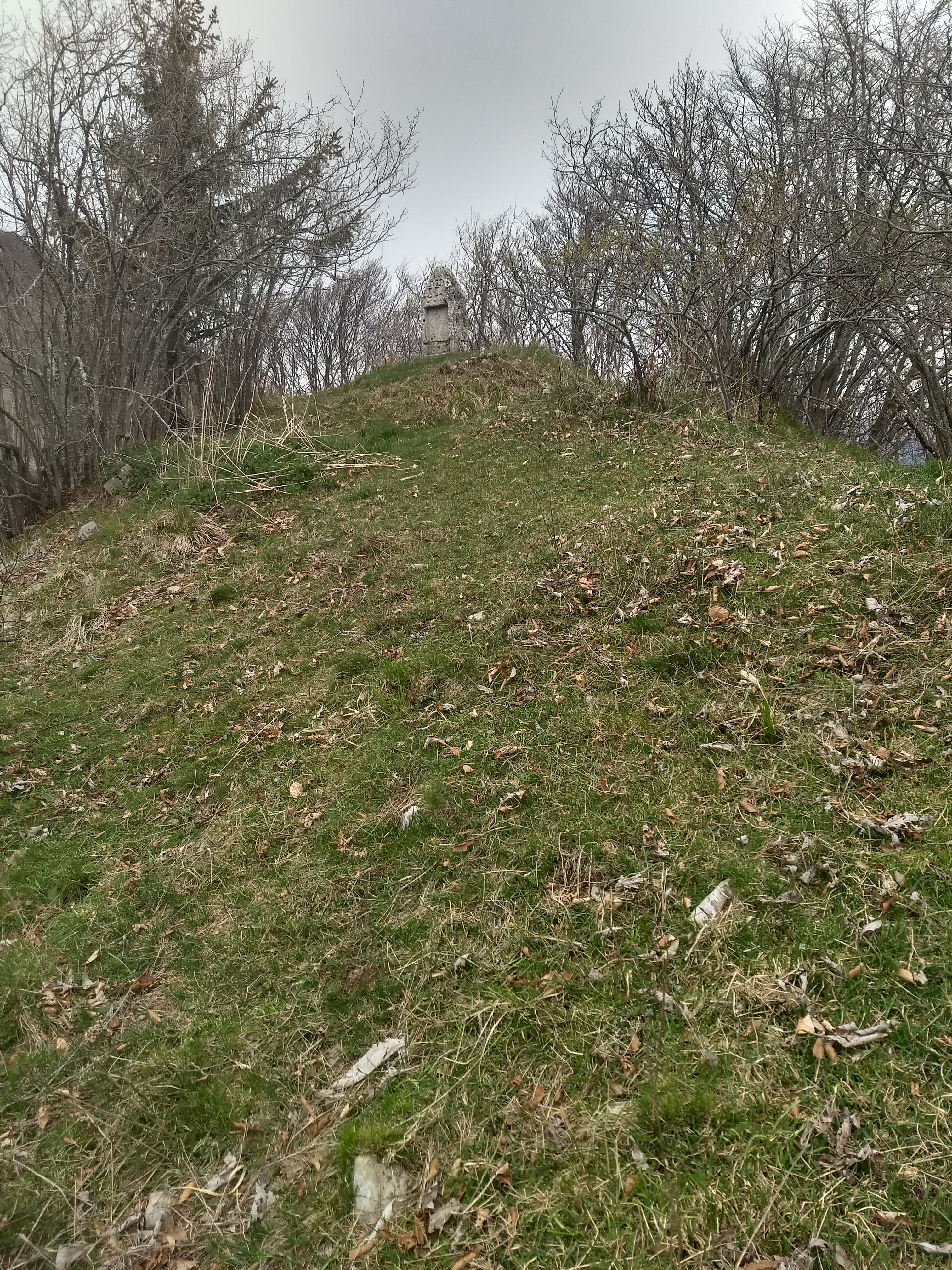
MonteVesta e il suo cippo confinario del 1753
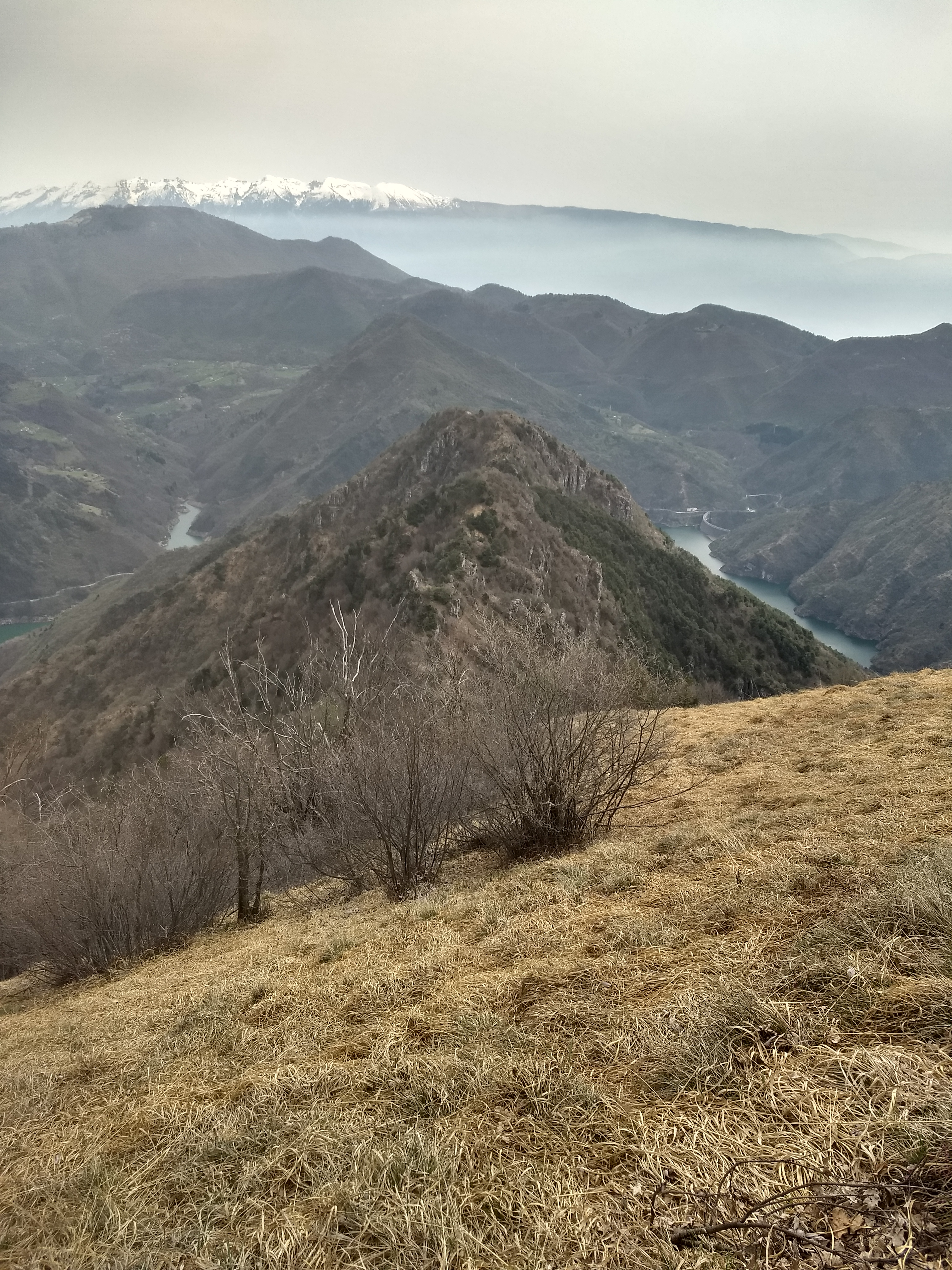
Il monte Fassane visto dal monte Pallotto